# Zagaj pod Bočem
Zagaj pod Bočem – wieś w Słowenii, w regionie Sawińskim, w gminie Rogaška Slatina. 1 stycznia 2017 liczyła 193 mieszkańców.